# Gouzon
Gouzon est une commune française située dans le département de la Creuse, en région Nouvelle-Aquitaine. Ses habitants s'appellent les Gouzonnais et Gouzonnaises.
La commune de Gouzon est labellisée Village étape depuis 2008.

## Géographie

### Généralités
La commune est arrosée par la Voueize, par son affluent la Goze, et par le Signollet, affluent de la Goze, ainsi que brièvement au sud-ouest par le Verraux, affluent de la Petite Creuse.

### Communes limitrophes
Gouzon est limitrophe de neuf autres communes.
| La Celle-sous-Gouzon | Trois-Fonds                | Bord-Saint-Georges |
| Parsac-Rimondeix     | Gouzon                     | Lussat             |
| Saint-Dizier-la-Tour | Pierrefitte Saint-Chabrais | Saint-Loup         |

### Géologie
Gouzon se trouve au cœur d'une zone au relief plat rare par son étendue au sein du paysage vallonné du Limousin, le « bassin sédimentaire de Gouzon ». Celui-ci s'étend des hauteurs de Toulx-Sainte-Croix au nord et au plateau de Chénérailles au sud, et son point bas forme la retenue naturelle de l'étang des Landes sur la commune voisine de Lussat.
La commune est classée en zone de sismicité 2, correspondant à une sismicité faible.

### Situation et transports
Située à 385 mètres d'altitude, à l'ouest de la micro-région de la Combraille (ou Combrailles), sur la Voueize, Gouzon est située à environ 30 km de Guéret et 35 km de Montluçon sur la Route Centre-Europe Atlantique qui relie La Rochelle et Nantes à Genève en Suisse. Il est également desservi par le train, la gare de Parsac - Gouzon étant située à 5 kilomètres à l'ouest sur la commune de Parsac.
La ville est située à 13 kilomètres de l'aérodrome de Montluçon Guéret LFBK ouvert à la Circulation Aérienne Publique.

### Climat
Pour des articles plus généraux, voir Climat de la Nouvelle-Aquitaine et Climat de la Creuse.
Historiquement, la commune est exposée à un climat montagnard.  
En 2020, Météo-France publie une typologie des climats de la France métropolitaine dans laquelle la commune est exposée à un climat de montagne et est dans la région climatique  Ouest et nord-ouest du Massif Central, caractérisée par une pluviométrie annuelle de 900 à 1 500 mm, maximale en automne et en hiver.
Pour la période 1971-2000, la température annuelle moyenne est de 10,7 °C, avec une amplitude thermique annuelle de 15 °C. Le cumul annuel moyen de précipitations est de 870 mm, avec 11,5 jours de précipitations en janvier et 6,9 jours en juillet. Pour la période 1991-2020, la température moyenne annuelle observée sur la station météorologique la plus proche, située sur la commune de Boussac à 18 km à vol d'oiseau, est de 11,0 °C et le cumul annuel moyen de précipitations est de 896,4 mm,. Pour l'avenir, les paramètres climatiques de la commune estimés pour 2050 selon différents scénarios d'émission de gaz à effet de serre sont consultables sur un site dédié publié par Météo-France en novembre 2022.

### Milieux naturels et biodiversité

#### Espaces protégés
La protection réglementaire est le mode d'intervention le plus fort pour préserver des espaces naturels remarquables et leur biodiversité associée.
En 2025, sept aires protégées concernent le territoire communal.
Au nord-est du bourg, une ancienne carrière, les « sables quaternaires du bassin de Gouzon », est recensée dans l'Inventaire national du patrimoine géologique.
Au nord du bourg, l'avenue du Berry est répertoriée parmi les sites bioarchéologiques.

#### Zones naturelles d'intérêt écologique, faunistique et floristique
L'inventaire des zones naturelles d'intérêt écologique, faunistique et floristique (ZNIEFF) a pour objectif de réaliser une couverture des zones les plus intéressantes sur le plan écologique, essentiellement dans la perspective d’améliorer la connaissance du patrimoine naturel national et de fournir aux différents décideurs un outil d'aide à la prise en compte de l'environnement dans l'aménagement du territoire.
En 2025, cinq ZNIEFF sont recensées sur la commune d'après l'INPN.
Le site « Étang et prairies humides de Tiolet » est une zone naturelle d'intérêt écologique, faunistique et floristique (ZNIEFF) de type 1 qui s'étend sur 95 hectares du bassin versant du Mardallou, affluent du Signollet ; elle est située à 88 % sur le territoire de La Celle-sous-Gouzon, le reste — onze hectares et demi, en deux zones distantes de plus de 300 mètres — étant sur celui de Gouzon.
Ce site est remarquable par la présence de quinze espèces déterminantes d'animaux (deux libellules et treize oiseaux) et sept de plantes phanérogames.
Le site « prairies et mares de la Voueize à Lussat » est une autre ZNIEFF de type 1 située essentiellement sur le territoire de Lussat, dans une moindre mesure sur celui de Chambon-sur-Voueize, et de façon minimaliste sur Bord-Saint-Georges et Gouzon ; il concerne une partie de la vallée de la Voueize et des vallées de deux de ses petits affluents, la Verneigette et le ruisseau de la Viergne, ainsi que leurs rives. Seule l'extrémité nord-ouest de cette zone tangente Gouzon, dans l'est de la commune, au lieu-dit Bois des Ganivotes.
Le site « Bois des Landes » est une autre ZNIEFF de type 1 située à plus de 97 % sur le territoire de Lussat, de façon marginale pour Gouzon (environ douze hectares) et minimaliste pour Saint-Loup (moins d'un hectare). Pour Gouzon, elle représente une zone morcelée en limite sud-est de la commune, limitrophe de Lussat, notamment à l'est du  lieu-dit la Brande des Landes.
Le bassin versant de l'étang des Landes est une ZNIEFF de type 2 concernant l'intégralité de ce bassin versant, qui s'étend sur 30,52 km2, sur le territoire de six communes. Cette ZNIEFF est remarquable par la présence de très nombreuses espèces, dont 92 sont déterminantes : 73 animales et 19 végétales. Sur le territoire de Gouzon, elle représente une zone morcelée en limite sud-est de la commune, sur environ douze hectares, limitrophe de Lussat, notamment à l'est du  lieu-dit la Brande des Landes..
La « vallée de la Voueize à l'amont de Chambon » est une autre ZNIEFF de type 2 qui concerne Gouzon de façon marginale par l'extrémité nord-ouest de cette zone qui tangente l'est du territoire de Gouzon, au lieu-dit Bois des Ganivotes.

## Urbanisme

### Typologie
Au 1er janvier 2024, Gouzon est catégorisée bourg rural, selon la nouvelle grille communale de densité à 7 niveaux définie par l'Insee en 2022.
Elle est située hors unité urbaine et hors attraction des villes,.

### Occupation des sols
L'occupation des sols de la commune, telle qu'elle ressort de la base de données européenne d’occupation biophysique des sols Corine Land Cover (CLC), est marquée par l'importance des territoires agricoles (89,8 % en 2018), en diminution par rapport à 1990 (91,8 %). La répartition détaillée en 2018 est la suivante : 
prairies (55,1 %), zones agricoles hétérogènes (28,8 %), terres arables (5,9 %), forêts (5,5 %), zones urbanisées (3 %), espaces verts artificialisés, non agricoles (1,2 %), zones industrielles ou commerciales et réseaux de communication (0,5 %). L'évolution de l’occupation des sols de la commune et de ses infrastructures peut être observée sur les différentes représentations cartographiques du territoire : la carte de Cassini (XVIIIe siècle), la carte d'état-major (1820-1866) et les cartes ou photos aériennes de l'IGN pour la période actuelle (1950 à aujourd'hui).

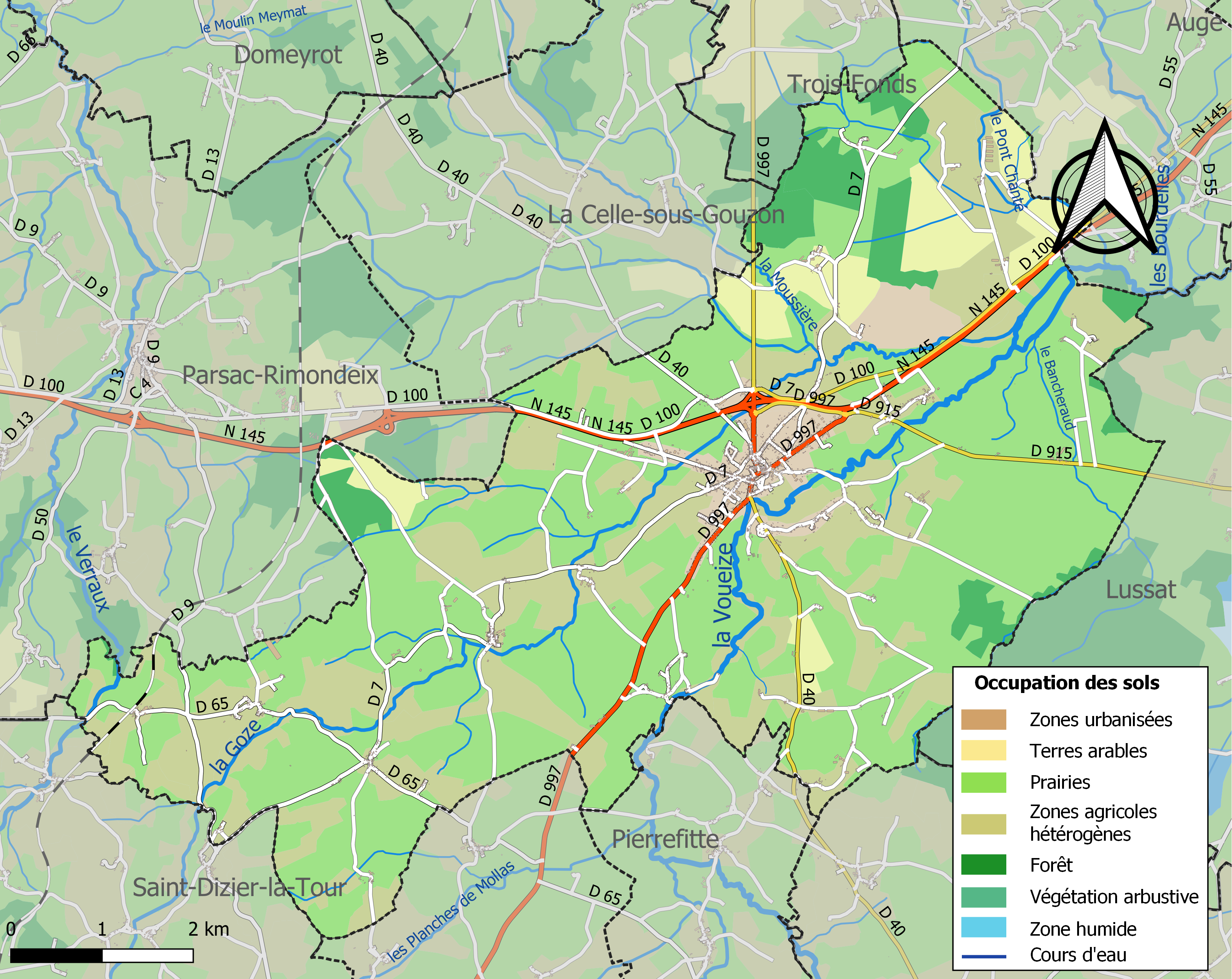
Carte des infrastructures et de l'occupation des sols de la commune en 2018 (CLC).

### Transports en commun
- Réseau TransCreuse

### Risques majeurs
Le territoire de la commune de Gouzon est vulnérable à différents aléas naturels : météorologiques (tempête, orage, neige, grand froid, canicule ou sécheresse) et séisme (sismicité faible). Il est également exposé à un risque technologique, le transport de matières dangereuses, et à un risque particulier : le risque de radon. Un site publié par le BRGM permet d'évaluer simplement et rapidement les risques d'un bien localisé soit par son adresse soit par le numéro de sa parcelle.

#### Risques naturels

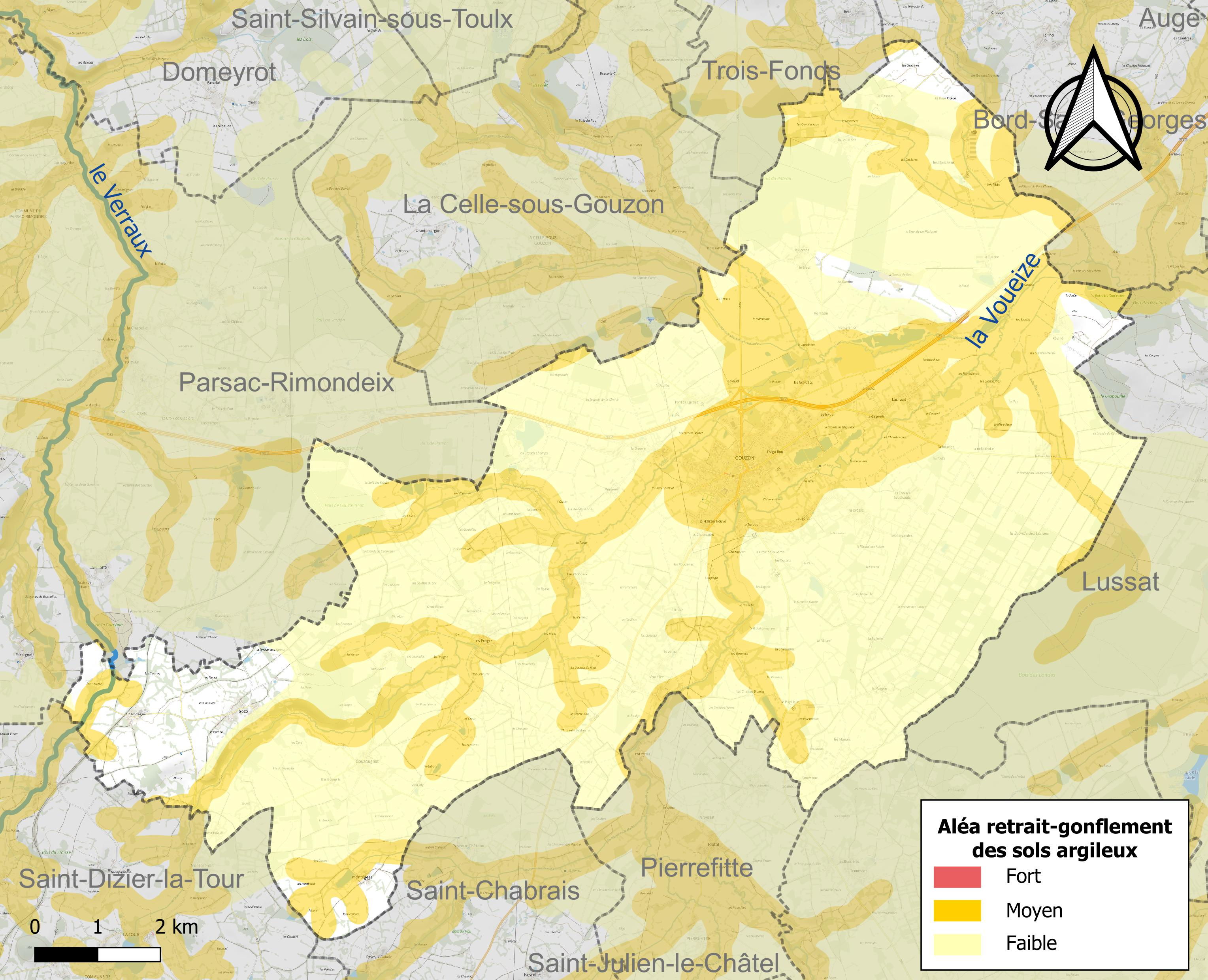
Carte des zones d'aléa retrait-gonflement des sols argileux de Gouzon.

Le retrait-gonflement des sols argileux est susceptible d'engendrer des dommages importants aux bâtiments en cas d’alternance de périodes de sécheresse et de pluie. 34,3 % de la superficie communale est en aléa moyen ou fort (33,6 % au niveau départemental et 48,5 % au niveau national). Sur les 950 bâtiments dénombrés sur la commune en 2019, 675 sont en aléa moyen ou fort, soit 71 %, à comparer aux 25 % au niveau départemental et 54 % au niveau national. Une cartographie de l'exposition du territoire national au retrait gonflement des sols argileux est disponible sur le site du BRGM,.
Par ailleurs, afin de mieux appréhender le risque d’affaissement de terrain, l'inventaire national des cavités souterraines permet de localiser celles situées sur la commune.
La commune a été reconnue en état de catastrophe naturelle au titre des dommages causés par les inondations et coulées de boue survenues en 1982, 1999 et 2001. Concernant les mouvements de terrains, la commune a été reconnue en état de catastrophe naturelle au titre des dommages causés par la sécheresse en 2018 et 2019 et par des mouvements de terrain en 1999.

#### Risques technologiques
Le risque de transport de matières dangereuses sur la commune est lié à sa traversée par une ou des infrastructures routières ou ferroviaires importantes ou la présence d'une canalisation de transport d'hydrocarbures. Un accident se produisant sur de telles infrastructures est susceptible d’avoir des effets graves sur les biens, les personnes ou l'environnement, selon la nature du matériau transporté. Des dispositions d’urbanisme peuvent être préconisées en conséquence.

#### Risque particulier
Dans plusieurs parties du territoire national, le radon, accumulé dans certains logements ou autres locaux, peut constituer une source significative d’exposition de la population aux rayonnements ionisants. Certaines communes du département sont concernées par le risque radon à un niveau plus ou moins élevé. Selon la classification de 2018, la commune de Gouzon est classée en zone 3, à savoir zone à potentiel radon significatif.

## Toponymie
Le toponyme Gosom est attesté depuis le XIIe siècle. Le suffixe -om vient du gaulois magos, qui semble démontrer une origine celtique. Gouzon se nomme Gosom ou Gosum en marchois, dialecte du Croissant,.
À noter que le village (l'écart) nommé Lauradoueix (en marchois l'Oradoir), est une forme rare, entre l'occitan Orador et le marchois Ordoir (Lourdoueix).

## Histoire
- Si vous ne connaissez pas le sujet, laissez ce bandeau (vous pouvez alors contacter les auteurs).
- Si vous supprimez le contenu mis en cause (vous pouvez préalablement contacter les auteurs),

argumentez précisément cette suppression dans la page de discussion
(un manque de référence n'est pas un argument ; une recherche réelle de référence doit avoir été effectuée, être formellement documentée).
Avant la conquête romaine, la Marche dépendait du pays des Lémovices. Plus tard, elle s'agrandit du pays de Combrailles.
Le premier seigneur connu de la baronnie de Gouzon est Alard de Goson. En 1279, Guy de Gouzon accorda à ce lieu des lettres de franchises qui furent confirmées le 16 novembre 1337 par Louis de Bourbon, duc du Bourbonnais, comte de Clermont et de la Marche. D'après la charte de franchise, les Gouzonnais sont déclarés « francs bourgeoys, exempts de tout guetz, harbans et corveez ».
Autour de Gouzon, on a retrouvé des témoignages de l’occupation préhistorique (haches à talon en schiste) et gallo-romaine (poteries sigillées, perles, boucles, collier, autel, sépultures à incinération, tegulae). Gouzon appartient à la partie de la Combraille qui fut rattachée au comté de Bourges par Charlemagne.
Le premier seigneur connu, Alard de Gouzon, apparaît dans le cartulaire de l’abbaye cistercienne de Bonlieu en 1187. Le suzerain est alors Henri II Plantagenêt, comte d’Anjou, duc d’Aquitaine (et roi d’Angleterre. Il a choisi le mari de Denise de Déols, Guy de Chauvigny, un fidèle, qui a la charge de la seigneurie voisine de Boussac.)
Les seigneurs de Gouzon auraient-ils pu aussi doter le tout proche prieuré de Grandmont, appelé Jayat ?
Guy de Gouzon accorde des privilèges aux habitants du bourg en 1279 confirmés par un autre Guy de Gouzon et Louis de Bourbon, comte de la Marche en 1337, puis Pierre de Rochefort de Salvert en 1581. Gouzon était passé dans la mouvance de la seigneurie de Bourbon au début du XIIIe siècle. La famille de Gouzon a gardé la baronnie jusqu’en 1450. Ensuite les familles Brandon, de Cluis, Fricon, La Fin sont coseigneurs, puis François de Durat en 1615. Par mariage de sa petite fille, la seigneurie passa à Toussaint d’Oiron en 1654. Henri-François de Ligondès en acheta une partie en 1770 à M. de Fénis.
Le 1er novembre 1972, deux communes fusionnent avec Gouzon : Les Forges en fusion simple et Gouzougnat en fusion-association, celle-ci devenant commune associée à Gouzon depuis cette date.

## Politique et administration

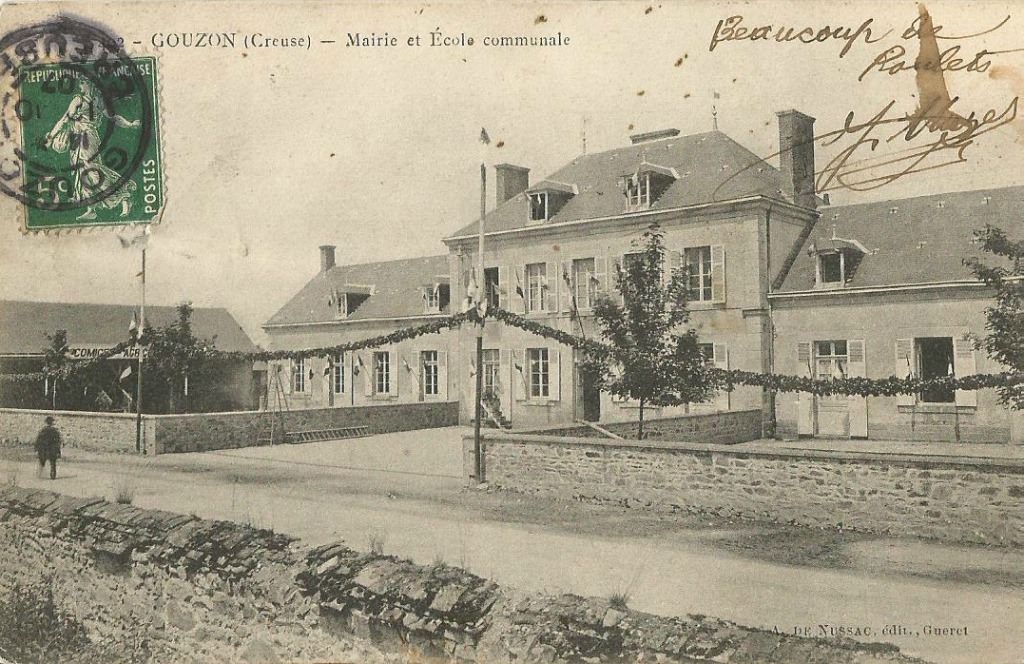
Carte postale de la mairie et de l'école (oblitération de 1907).

### Liste des maires
| Période                                  | Période  | Identité           | Étiquette | Qualité             |
| ---------------------------------------- | -------- | ------------------ | --------- | ------------------- |
| maire en 1945                            | ?        | Jean-Paul Guyonnet | SFIO      | Chirurgien-dentiste |
| avant 1981                               | ?        | Georges Boudard    |           |                     |
| mars 1995                                | 2008     | Jean Pierre Vacher | RPR-UMP   |                     |
| mars 2008                                | En cours | Cyril Victor       | UMP-LR    | Cadre, maire        |
| Les données manquantes sont à compléter. |          |                    |           |                     |

### Jumelages

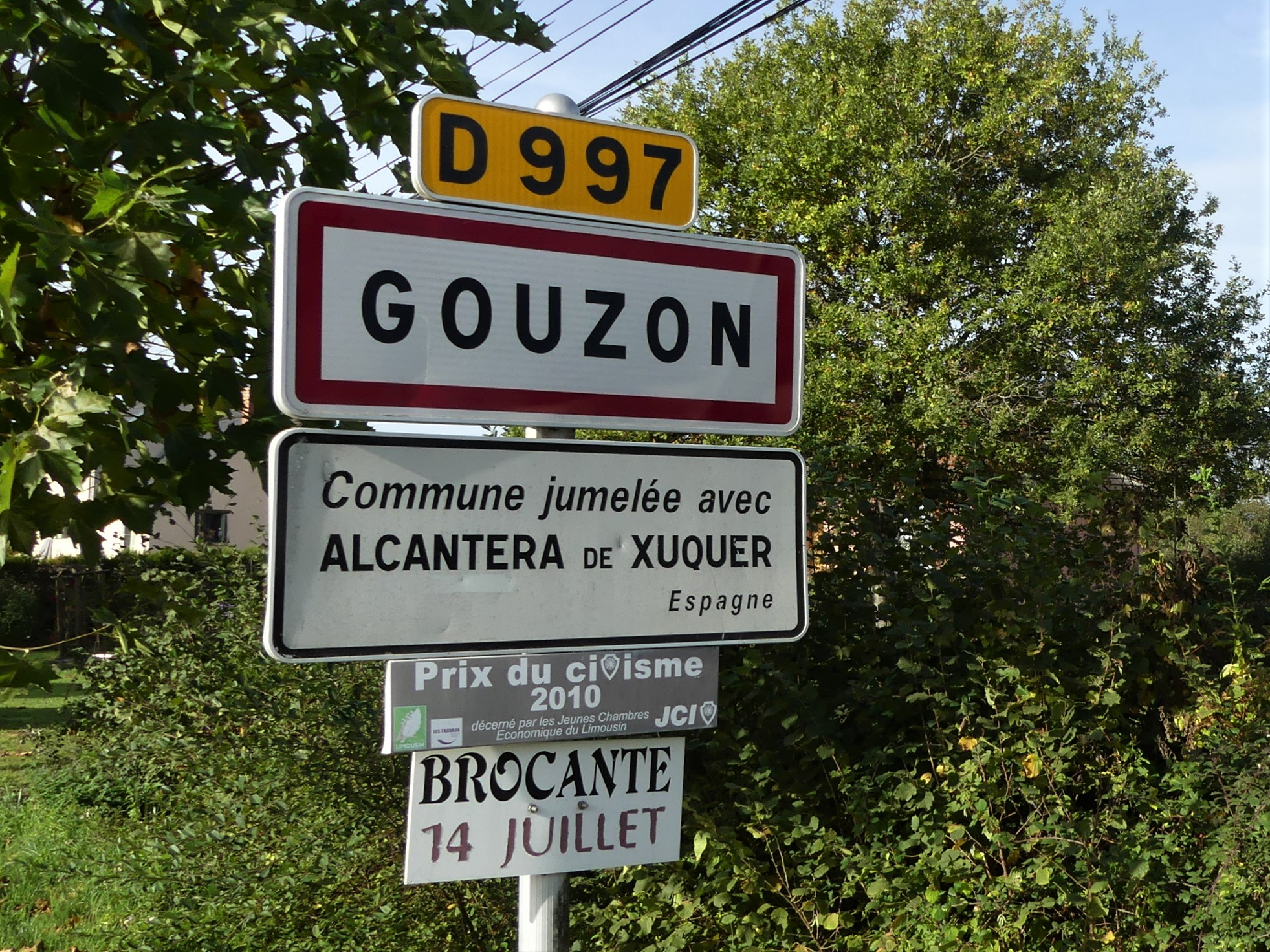
Panneau de jumelage à Gouzon.

Alcàntera de Xúquer (Espagne)

## Population et société

### Démographie
L'évolution du nombre d'habitants est connue à travers les recensements de la population effectués dans la commune depuis 1793. Pour les communes de moins de 10 000 habitants, une enquête de recensement portant sur toute la population est réalisée tous les cinq ans, les populations de référence des années intermédiaires étant quant à elles estimées par interpolation ou extrapolation. Pour la commune, le premier recensement exhaustif entrant dans le cadre du nouveau dispositif a été réalisé en 2004.

En 2022, la commune comptait 1 565 habitants, en évolution de −1,39 % par rapport à 2016 (Creuse : −3,32 %, France hors Mayotte : +2,11 %).
| 1793 | 1800  | 1806  | 1821  | 1831  | 1836  | 1841  | 1846  | 1851  |
| ---- | ----- | ----- | ----- | ----- | ----- | ----- | ----- | ----- |
| 924  | 1 048 | 1 048 | 1 204 | 1 415 | 1 485 | 1 475 | 1 494 | 1 570 |

| 1856  | 1861  | 1866  | 1872  | 1876  | 1881  | 1886  | 1891  | 1896  |
| ----- | ----- | ----- | ----- | ----- | ----- | ----- | ----- | ----- |
| 1 516 | 1 418 | 1 445 | 1 390 | 1 438 | 1 481 | 1 519 | 1 568 | 1 632 |

| 1901  | 1906  | 1911  | 1921  | 1926  | 1931  | 1936  | 1946  | 1954  |
| ----- | ----- | ----- | ----- | ----- | ----- | ----- | ----- | ----- |
| 1 640 | 1 794 | 1 684 | 1 529 | 1 574 | 1 545 | 1 557 | 1 436 | 1 364 |

| 1962  | 1968  | 1975  | 1982  | 1990  | 1999  | 2004  | 2006  | 2009  |
| ----- | ----- | ----- | ----- | ----- | ----- | ----- | ----- | ----- |
| 1 447 | 1 430 | 1 501 | 1 469 | 1 370 | 1 381 | 1 404 | 1 424 | 1 500 |

| 2014  | 2019  | 2022  | - | - | - | - | - | - |
| ----- | ----- | ----- | - | - | - | - | - | - |
| 1 575 | 1 567 | 1 565 | - | - | - | - | - | - |

### Sports
Le club de football de la ville est l'Avenir Sportif de Gouzon.

## Économie

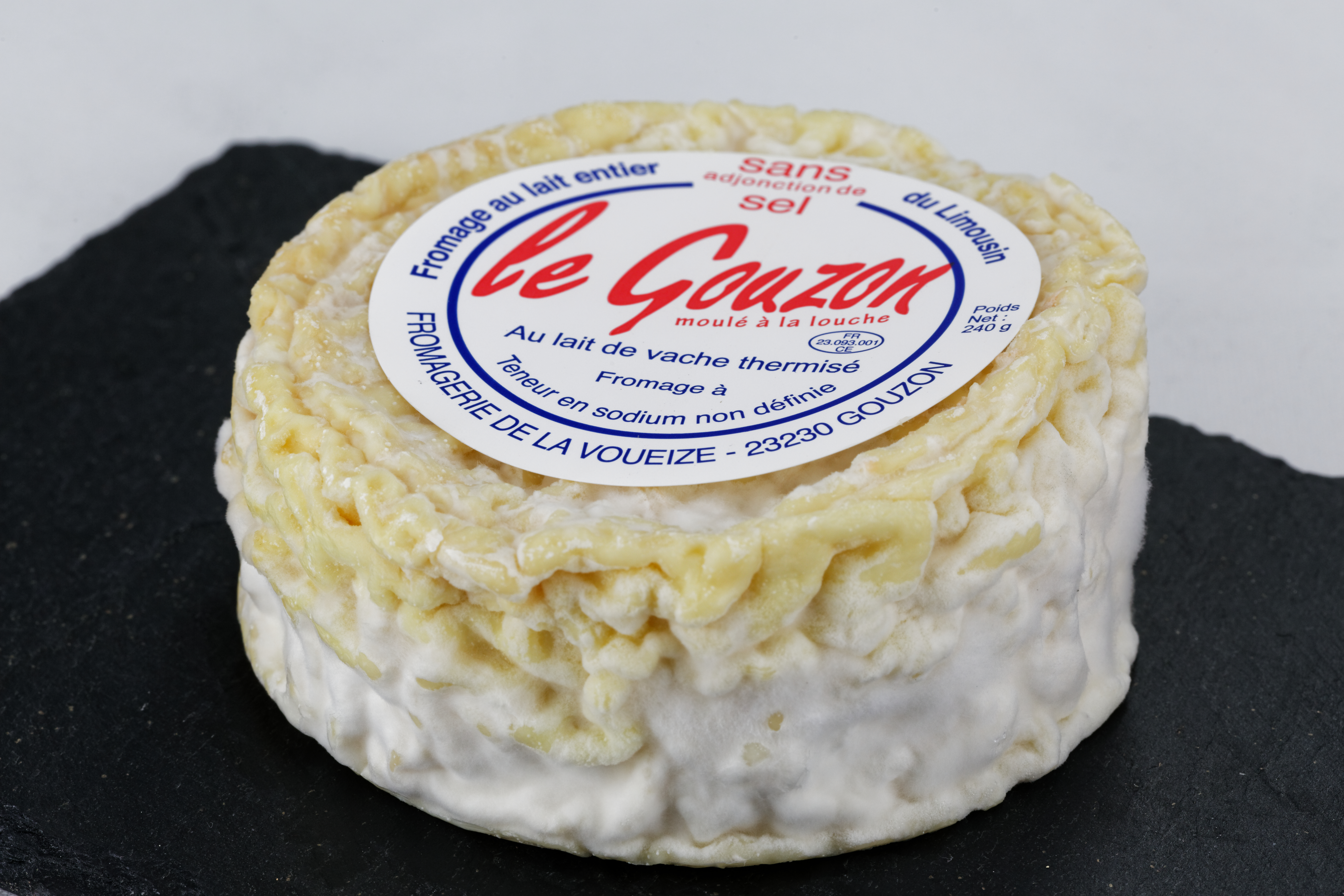
Le gouzon, fromage local.

- Fromagerie au hameau de Laugère (Le gouzon est aussi un fromage fabriqué en Limousin).
- Cristallerie.
- Usine "Les Comtes de la Marche" (production et confection de gâteaux).
- Un supermarché de l'enseigne Carrefour Market.

## Culture locale et patrimoine

### Lieux et monuments
- Église Saint-Martin du XIIIe siècle, clocher couvert en tavaillons.  Inscrit MH (1933)[41].
- Église Saint-Nicolas des Forges (5 km) : fresques médiévales, du IXe au XIIIe siècle.  Classé MH (1969) et  Inscrit MH (1973)[42].
- Église Saint-Pierre-ès-Liens de Gouzougnat.
- Maison située au 1 place de l’Église.  Classé MH (2003)[43].
- Site de pêche à la mouche (Étang de Grands-Champs).
- Réserve naturelle nationale de l'étang des Landes (7 km) : sur 166 ha, classée réserve naturelle nationale[44]. C’est un observatoire ornithologique.
- Golf.
- Camping 2 étoiles.
- Gare de Parsac - Gouzon.

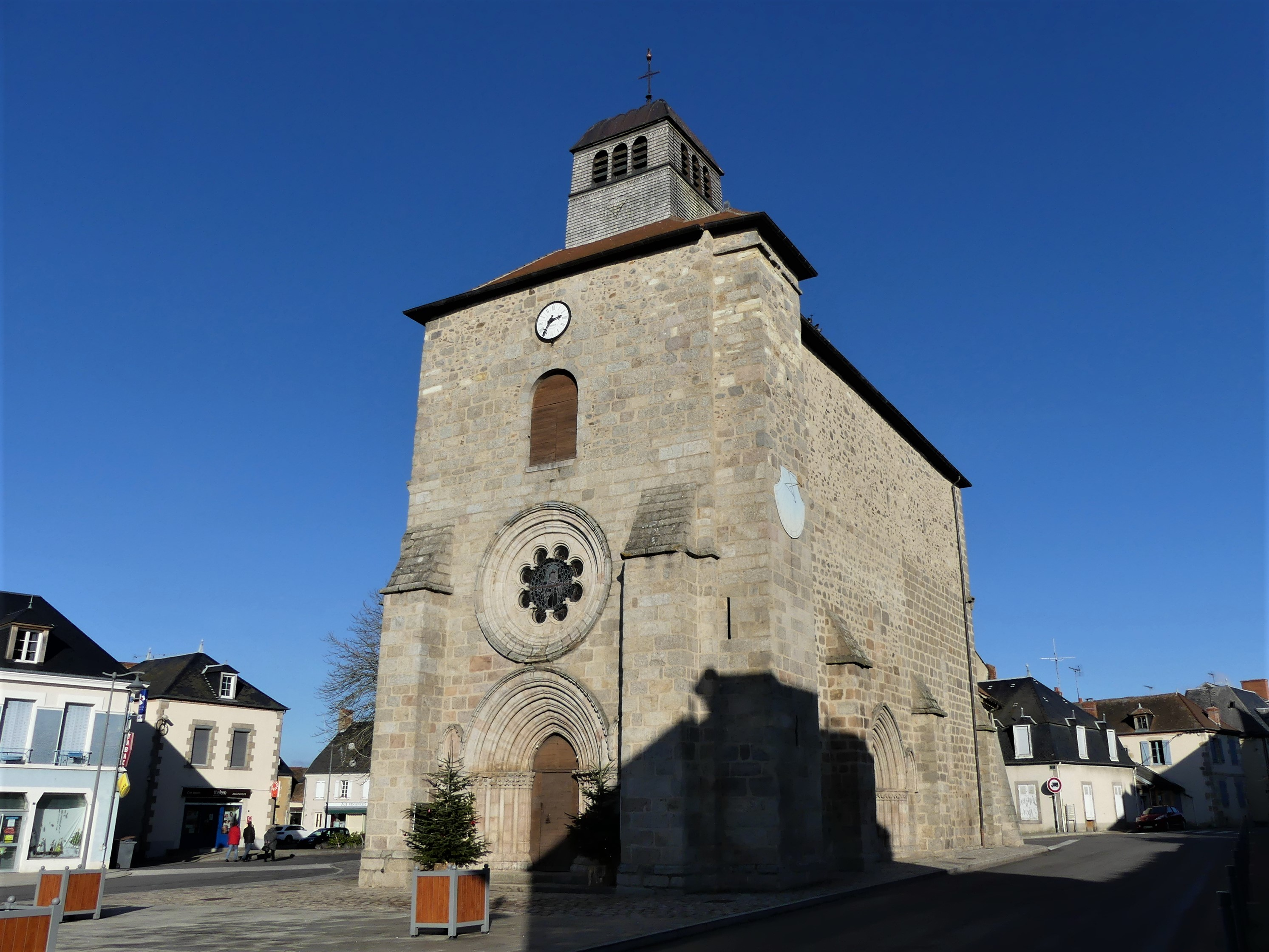
L'église Saint-Martin.
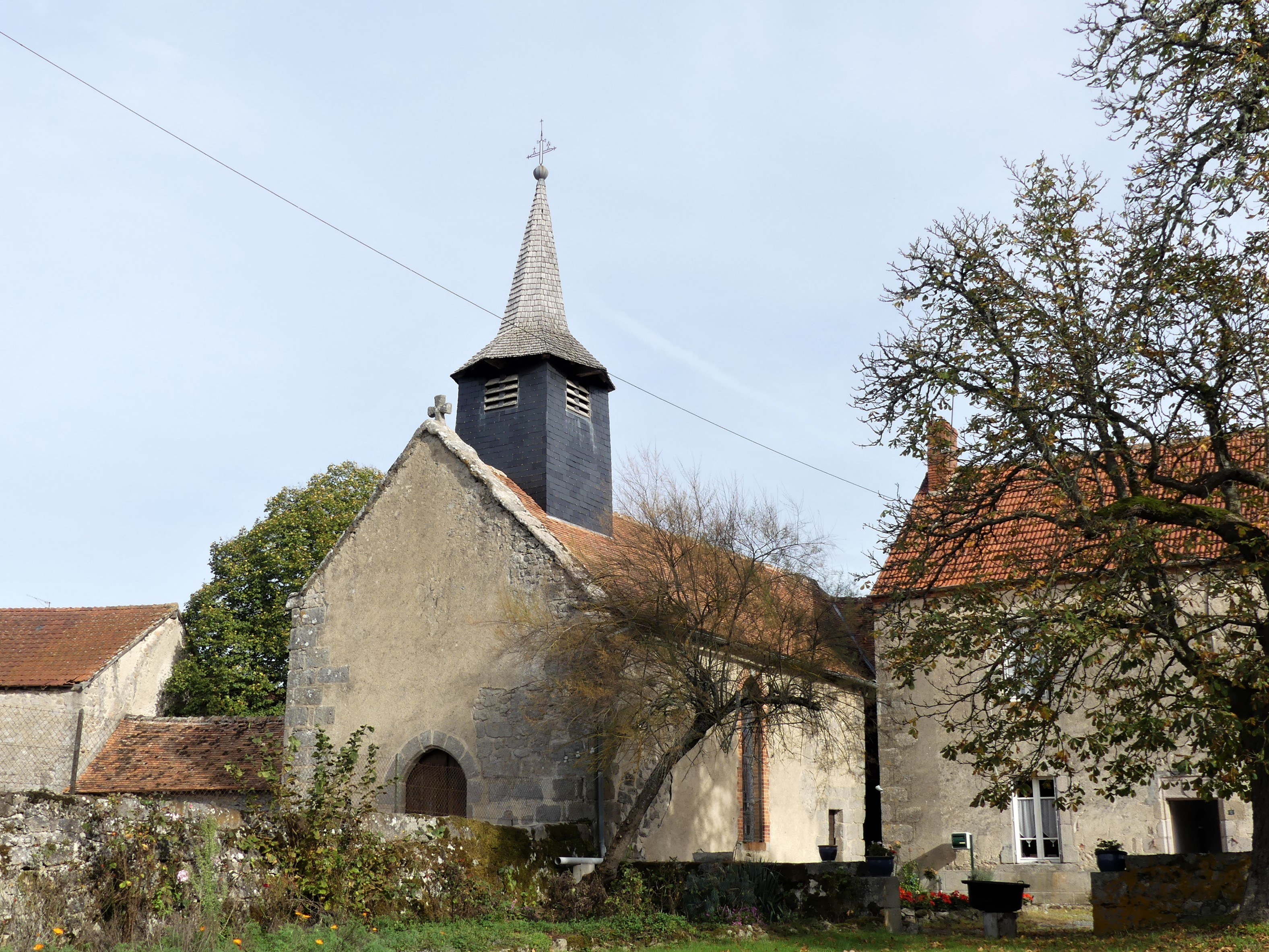
L'église Saint-Nicolas des Forges.
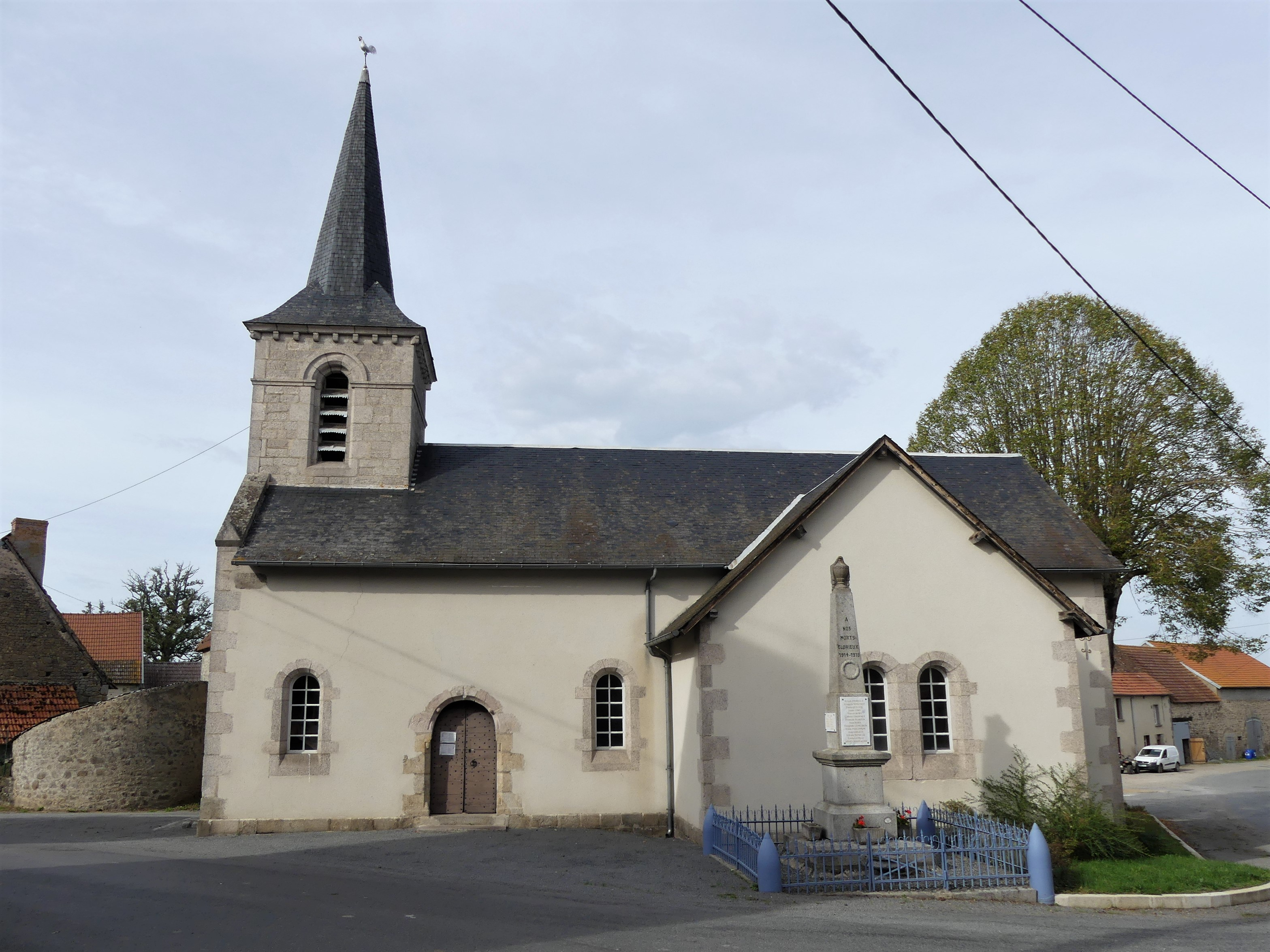
L'église Saint-Pierre-ès-Liens de Gouzougnat.
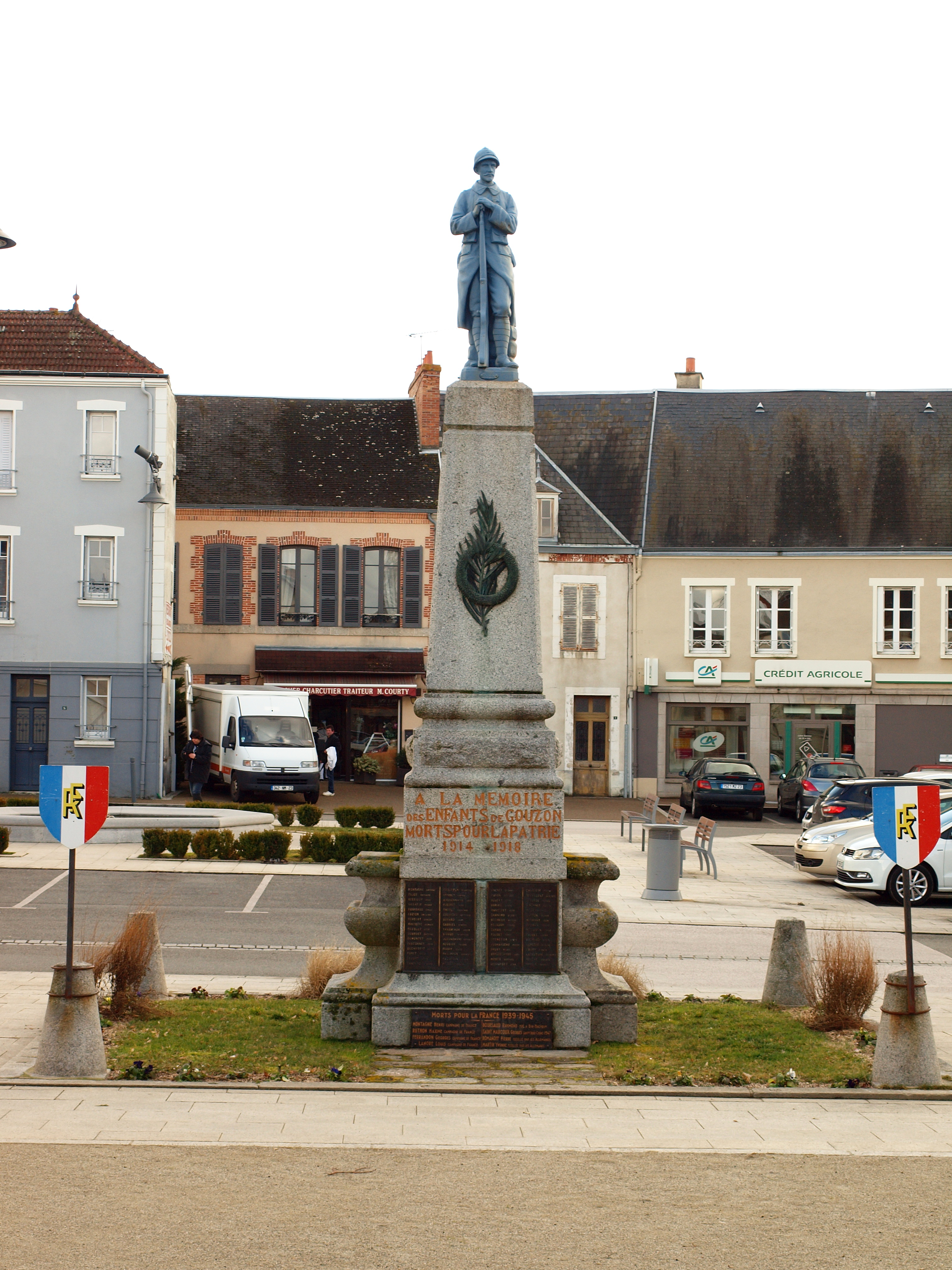
Le monument aux morts de Gouzon.
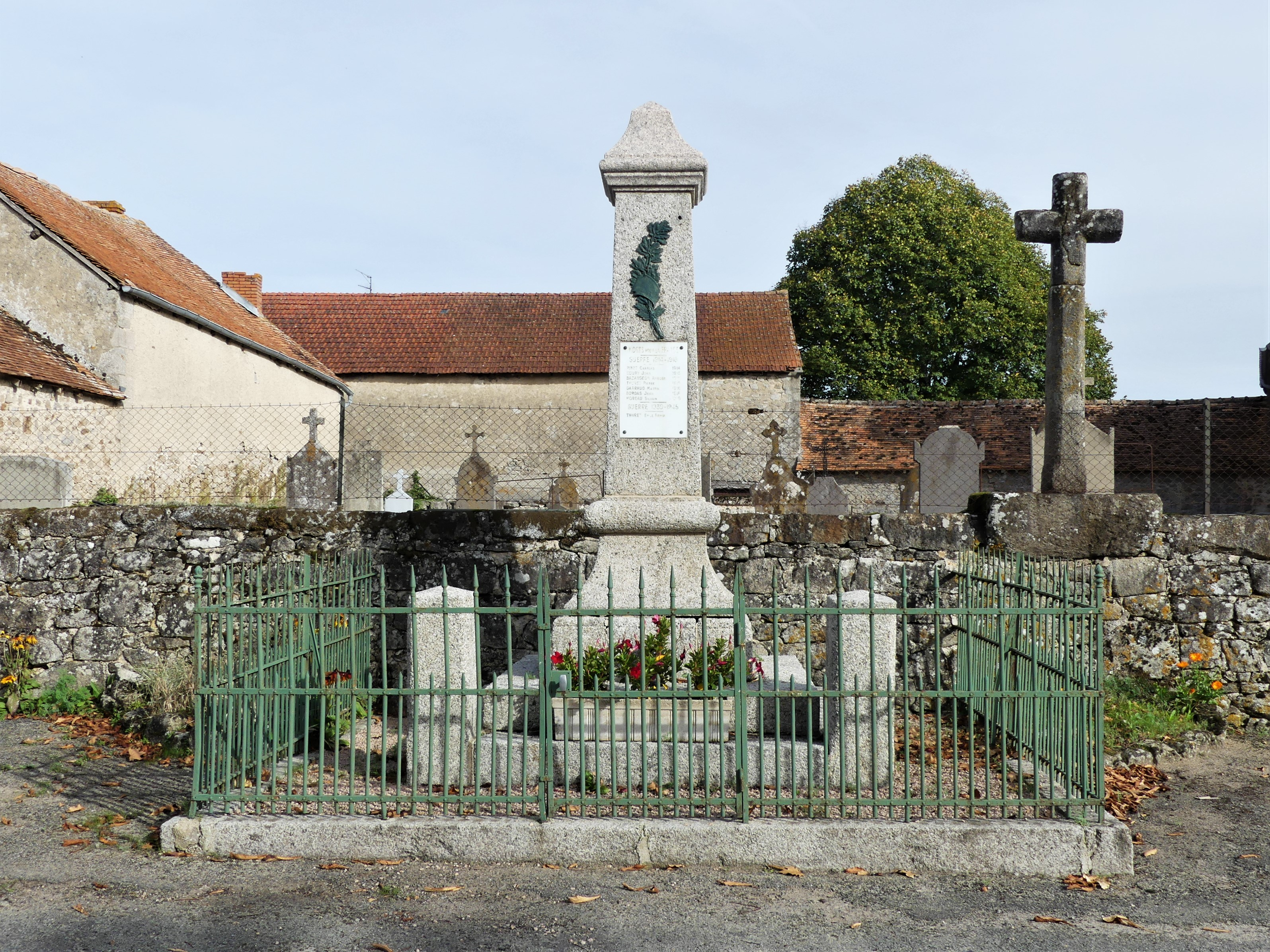
Celui des Forges.
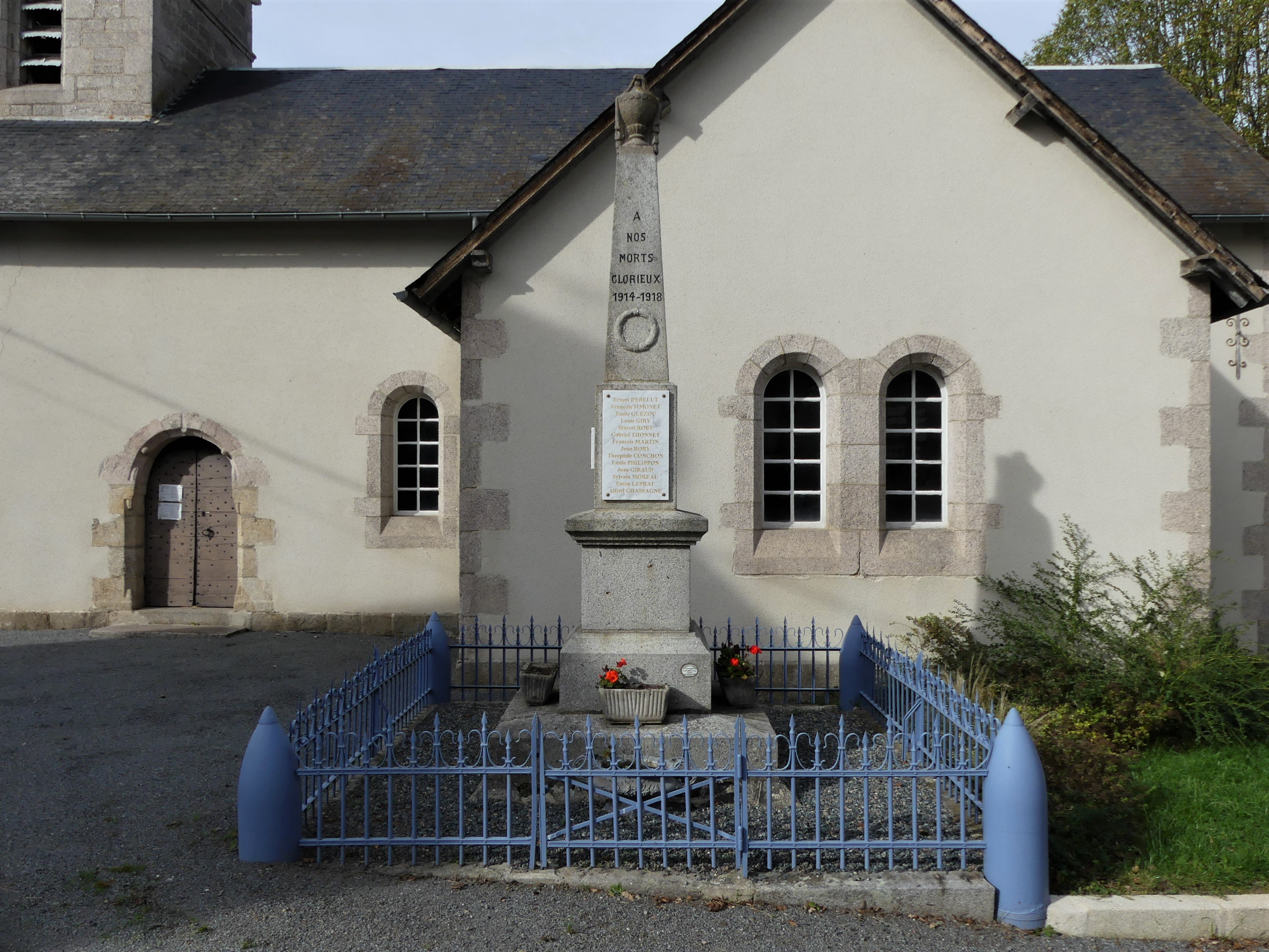
Celui de Gouzougnat.

### Personnalités liées à la commune
Les comtes de Gouzon étaient anglais, et les Gouzonnais, au Moyen Âge, bénéficiaient  des droits de pêche et de chasse, ce qui a beaucoup contribué à la prospérité de la commune.
- René Sappin des Raynaud (1878-1951), architecte, né à Gouzon.
- Germain Joseph Dorel (né le 25 février 1889 à 69380 Lozanne), architecte, décédé à Gouzon le 5 aout 1970 (mention sur l'acte de naissance).

### Héraldique
La commune associée de Gouzougnat dispose d'un blasonnement.